# David Adolfo Flores Valladares
David Adolfo Flores Valladares (*Tegucigalpa, Honduras, 1960) es un folclorista hondureño. En cuanto a la danza folclórica hondureña ha sido un autodidacta, por carecer de escuelas en este ramo. Comienza su carrera artística en 1978 como bailarín del cuadro de danzas en el Instituto Técnico Honduras.
La crítica nacional e internacional lo definen como el mejor director y coreógrafo en cuanto a lo que es el folclore de su país, pero su arte junto con sus investigaciones va más allá del baile y es trascendente el conjugar en sí mismo una preparación fecunda y derivarse de él una serie de manifestaciones creativas, ejercidas todas ellas en forma profesional y no solamente conservarlas en teoría, de lo cual resulta una permanente actividad de relevante éxito.
David Flores en su danza combina todos los elementos musicales, melodía, ritmo, armonía, etc. y los mezcla maravillosamente junto con la expresión corporal para así formar los más refinados matices, logrando de la danza folclórica hondureña lo hasta ahora no realizado. Cuando la danza es tomada en forma rudimentaria David Flores, basado en la investigación realiza un estudio a conciencia y agregándole su estilo personalísimo la convierte en un tipo de danza sui generis, con personalidad propia, que le han valido los más fidedignos elogios de tan diversos públicos y críticos. Además, ha recibido manifiestos testimonios de reconocimiento a su creativo arte, afirmando “que es una nueva forma de expresión artística en la Danza Folclórica Hondureña”.

## Trayectoria
David Flores, en cuanto a la danza folclórica hondureña ha sido un autodidacta, por carecer de escuelas en este ramo. Comienza su carrera artística en 1978 como bailarín del cuadro de danzas en el Instituto Técnico Honduras. Posteriormente en 1979 pasa a formar las filas del “Cuadro Nacional de Danzas Folclóricas de Honduras”, de la Secretaría de Cultura y Turismo. Luego se convierte en director del mismo, llevando a este grupo a su gran época de oro donde cobra la danza hondureña mayor apoyo y entusiasmo por sus investigaciones realizadas y la pronta puesta en escena de ellas. Además David se convierte en director del Departamento de Folclore Nacional y unifica la danza folclórica hondureña sistematizando y creando la didáctica en la danza folklórica para su pronta divulgación. Esto lo logra al crear los Congresos Didácticos para la unificación y divulgación de la danza folclórica. Luego pasa a formar las filas del Instituto Hondureño de culturas Autóctonas y populares de la Secretaría de Cultura Artes y Deportes como investigador en donde realiza estudios más profundos de la danza de los grupos étnicos de nuestro país.
Ha dirigido y organizado varios grupos folclóricos en todo el largo y ancho del territorio hondureño. Así mismo ha impartido innumerables cursos de danza y cultura popular, dentro y fuera del territorio hondureño.
David Flores se ha presentado con su grupo folclórico en diversas partes del mundo como Norteamérica, América Central y América del Sur, y también en Europa. Largo sería describir tantas giras por todo el territorio nacional y el mundo pero aquí en su país natal ha tenido sus mejores momentos artísticos sobre la base de sus relevantes cualidades y por llevar en alto el nombre de Honduras por todas partes del mundo donde actúa con su grupo “ZOTS”. En todos los lugares que se presenta es reconocido como uno de los más destacados artistas internacionales.
Es además creador de las últimas modalidades innovadoras en enseñar la danza folclórica de nuestro país: los congresos didácticos para la unificación y divulgación de la danza folclórica hondureña, los laboratorios y clínicas de la danza folclórica hondureña, y el maestro virtual de la danza folclórica hondureña.
En el año 2010 regresa de nuevo a las filas del cuadro nacional de danzas folclóricas de Honduras y retoma de nuevo los congresos didácticos de la danza, actualiza la nueva clasificación de las danzas folclóricas de nuestro país y reorienta las bases para los concursos de los festivales y competencias folklóricas de nuestro país y crea las bases para los concursos de las rondas infantiles. Al igual los reglamentos que regirán la participación de los jurados calificadores en los festivales folclóricos de todo el país.

## Obras
Ha escrito varios libros como son:
1. Evolución histórica de la danza folclórica Hondureña[1]
2. Historia del vestuario folclórico de Honduras.
3. I Congreso didáctico para la unificación y divulgación de la danza folclórica hondureña. Enero del año 1991.
4. II Congreso didáctico para la unificación y divulgación de la danza folclórica hondureña. Enero del año 1992.
5. III Congreso didáctico para la unificación y divulgación de la danza folclórica hondureña. Enero del año 1993.
6. IV Congreso didáctico para la unificación y divulgación de la danza folclórica hondureña. Enero del Aao 2011.
7. V Congreso didáctico para la unificación y divulgación de la danza folclórica hondureña. Año 2012.[2]
8. VI Congreso didáctico para la unificación y divulgación de la danza folclórica hondureña. Enero del año 2013
9. Manual del instructor del V Congreso didáctico para la unificación y divulgación de la danza folclórica hondureña. Año 2012.
10. Guía turística del Corredor Trujillo Olancho, escrito para el Instituto de Antropología e Historia. Año 2007.
11. Manual de las artesanías de Honduras
12. Manual del vestuario y accesorio de las danzas
13. Manual técnico de la danza Hondureña
14. Manual del primer laboratorio y clínica de la danza folclórica Hondureña. Año 1998.
15. Manual del maestro virtual de la danza folclórica Hondureña. Año 2005.
16. Manual de la gastronomía de Honduras.
17. Monografías de las danzas hondureñas.
18. Manual de las coreografías de la danza Hondureña, y otros.
19. Cuatro fascículos para la revista Mi País de diario el Heraldo sobre la historia del vestuario folclórico de Honduras.

Carranza, Sonia y otros. (1996) Tesis del Trabajo Educativo Social Universitario» Fortalecimiento Institucional de la Comuna de San Andrés de Ocotepeque. 
Universidad Pedagógica Nacional Francisco Morazán. Tegucigalpa. Honduras. C.A.
Flores Valladares, David Adolfo. (1991) I Congreso Didáctico para la Unificación y Divulgación de la Danza Folklórica Hondureña. Secretaría de Cultura, Departamento de Folklore Nacional, Tegucigalpa, Honduras.
Flores Valladares, David Adolfo, Cuadro Nacional de Danzas Folklóricas de Honduras (1992) 
II Congreso Didáctico para la Unificación y Divulgación de la Danza Folklórica Hondureña. Secretaría de Cultura, Departamento de Folklore Nacional, Tegucigalpa, Honduras.
Flores Valladares, David Adolfo, Cuadro Nacional de Danzas Folklóricas de Honduras (1993) 
III Congreso Didáctico para la Unificación y Divulgación de la Danza Folklórica Hondureña. Secretaría de Cultura, Departamento de Folklore Nacional, Tegucigalpa, Honduras. 
Flores Valladares, David Adolfo. Grupo Folclórico “Zots”. (1998) I Primer Laboratorio y Clínica de la Danza Folklórica Hondureña. Ministerio de Educación Pública, Instituto España Jesús Milla Selva, Tegucigalpa, Honduras.
Flores, Lázaro y Wendy Griffin (1991) Dioses, Héroes y Hombres en el Mundo Mítico Pech. San Salvador: Universidad Centroamericana.
Griffin, Wendy (1992) La Historia de los Indígenas de la Zona Nororiental: Prehistoria a 1800. Universidad Pedagógica Nacional. Ms. 
Griffin, Wendy (1996) La Historia de los Pueblos de la Moskitia: Miskitos, Tawahkas, Pech y Garífunas, Ms.
Paz, Jesús Aguilar (1972) «Tradiciones y Leyendas de Honduras». 
Honduras Industrial S.A. Editora Museo del Hombre Hondureño. Tegucigalpa, D.C. Honduras, Centro América.
Ponce, Morales, Sierra, Varela. (1982) Tesis, Los Guancascos en Honduras. Carrera de Letras, Universidad Autónoma de Honduras. Tegucigalpa, Honduras.
Ruiz, Rubén. (1980) Folleto sobre el Baile de los Negritos y La Partesana. 
Secretaría de Cultura. Departamento de Folklore Nacional. Cuadro Nacional de Danzas Folclóricas de Honduras. Tegucigalpa, Honduras.
Meléndez, Armando Crisantos. (1986) Folleto. Elementos Religiosos de la Cultura Garífuna y su Connotación en América. Dirección General de Cultura, Departamento de Folklore Nacional. Tegucigalpa, Honduras.
Manzanares, Rafael. (1973) «El Guancasco de Intibucá, Escena Legendaria de Paz y Amor«. Lenca, Revista Social y Literaria. Pp.16-17 Tegucigalpa, Honduras.
Manzanares, Rafael. (1968) La Danza Folklórica Hondureña. Ministerio de Educación Pública. Tegucigalpa Honduras. Inp. Minist. Educ.
Manzanares A, Rafael (1974) El Folklore en Honduras (Concepto). Tegucigalpa, Ministerio de Educación Pública. 38p.
Manzanares A, Rafael (1960) Por las Sendas del Folklore. Imprenta Calderón. Tegucigalpa, Honduras.
Muñoz Tabora, Jesús. (1984) El Folklore en Honduras. Tegucigalpa, Secretaría de Cultura y Turismo. 209p.
Muñoz Tabora, Jesús. (1984) Folklore y Educación en Honduras. Tegucigalpa, Lithopress Industrial. 285p.
Muñoz Tabora, Jesús. (1988) Organología del Folklore Hondureño. Tegucigalpa, Honduras. Litografía López.
Martínez, Sebastián. (1969) El Folklore en los Tiempos Coloniales. Tegucigalpa, Honduras. 61p. 359